# 克里门特·朱格拉
克里门特·朱格拉（法語：Clément Juglar，又译克莱门·尤格拉，1819年10月15日—1905年2月28日）是一名法国医生和统计学家。

## 朱格拉周期
朱格拉是最早提出商业周期经济学理论的人之一。他确定了以他的名字命名的固定投资周期（6至10年）。在朱格拉周期内，可以观察到固定资产的投资的振荡，而不仅仅是基钦周期中的固定资本使用水平的变化（以及相应的库存变化）。

## 朱格拉的影响
朱格拉的著作促使后来的经济学家（例如约瑟夫·熊彼特）提出了其他商业周期理论。

## 出版著作
- "Des crises commerciales", 1856, in Annuaire de l'economie politique.
- Des Crises commerciales et leur retour periodique en France, en Angleterre, et aux Etats-Unis （页面存档备份，存于）. Paris: Guillaumin, 1862.
- Du Change et de la liberte d'émission, 1868.
- Les Banques de depôt, d'escompte et d'émission, 1884.